# Hastula
Hastula là một chi ốc biển, là động vật thân mềm chân bụng sống ở biển trong họ Terebridae.

## Các loài
Các loài trong chi Hastula gồm có:
- Hastula acumen (Deshayes, 1859)[2]
- Hastula alboflava Bratcher, 1988[3]
- Hastula albofuscata Bozzetti, 2008[4]
- Hastula albula (Menke, 1843)[5]
- Hastula androyensis Bozzetti, 2008[6]
- Hastula brazieri (Angas, 1871)[7]
- Hastula celidonota (Melvill & Sykes, 1898)[8]
- Hastula cuspidata (Hinds, 1844)[9]
- Hastula denizi Rolàn & Gubbioli, 2000[10]
- Hastula exacuminata Sacco, 1891[11]
- Hastula filmerae (G.B. Sowerby III, 1906)[12]
- Hastula hamamotoi Tsuchida & Tanaka, 1999[13]
- Hastula hastata (Gmelin, 1791)[14]
- Hastula imitatrix (Aufenberg & Lee, 1988)[15]
- Hastula impage [16]
- Hastula knockeri (E.A. Smith, 1872)[17]
- Hastula lanceata (Linnaeus, 1767)[18]
- Hastula leloeuffi Bouchet, 1982[19]
- Hastula lepida (Hinds, 1844)[20]
- Hastula lineopunctata (Bozzetti, 2008)[21]
- Hastula maryleeae Burch, 1965[22]
- Hastula matheroniana (Deshayes, 1859)[23]
- Hastula micans Hinds, 1844[24]
- Hastula parva (Baird, 1873)[25]
- Hastula penicillata (Hinds, 1844)[26]
- Hastula philippiana (Deshayes, 1859)[27]
- Hastula puella (Thiele, 1925)[28]
- Hastula rossacki Sprague, 2000[29]
- Hastula rufopunctata (E.A. Smith, 1877)[30]
- Hastula solida (Deshayes, 1855)[31]
- Hastula solida (Deshayes, 1857)[32]
- Hastula strigilata (Linnaeus, 1758)[33]
- Hastula tenera (Hinds, 1844)[34]
- Hastula tenuicolorata Bozzetti, 2008[35]
- Hastula tiedemani Burch, 1965[36]
- Hastula trilineata Bozzetti, 2008[37]
- Hastula venus Aubry, 2008[38]
- Hastula westralica (Aubry, 1999)[39]

## Hình ảnh

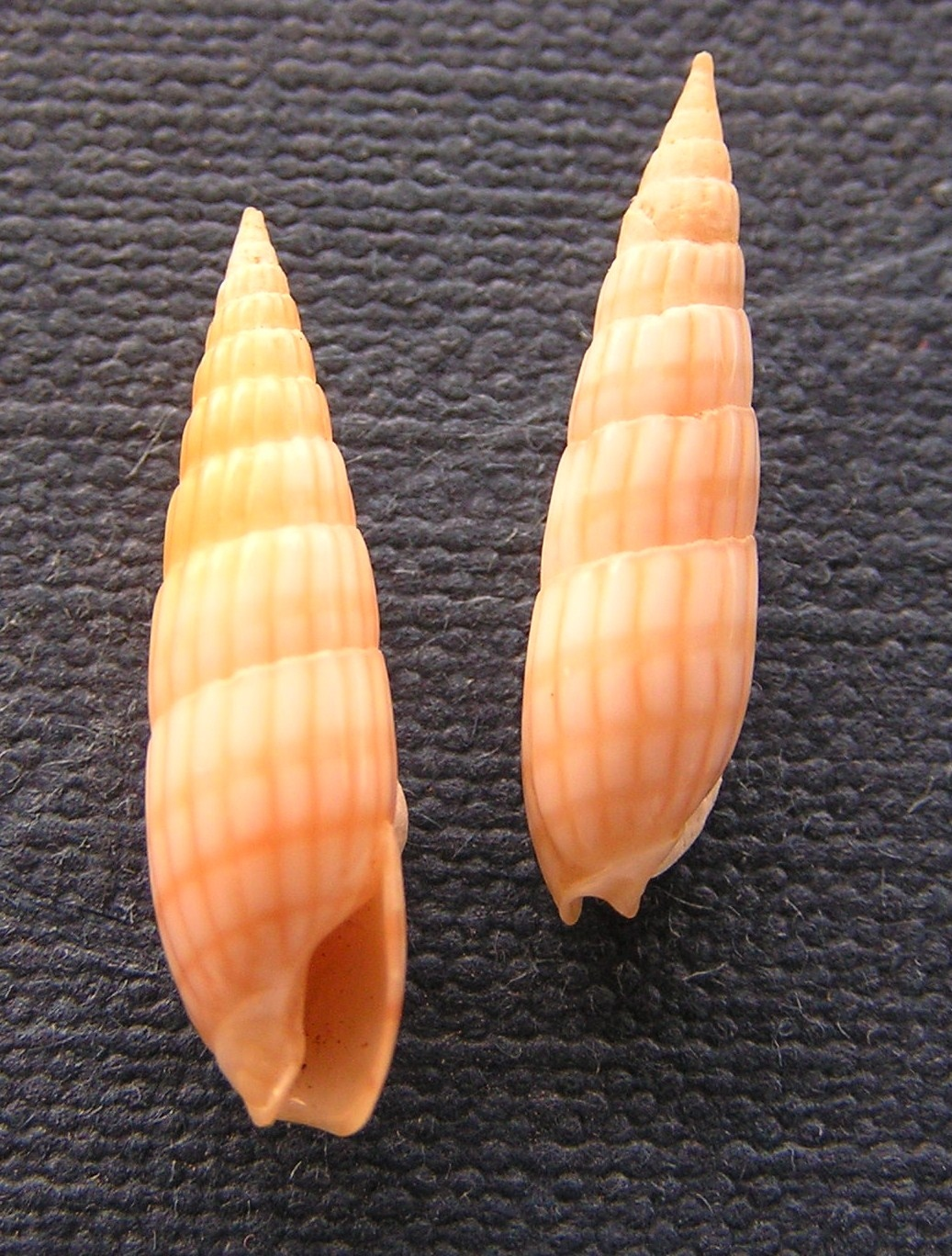